# Куп Србије у рукомету за жене
Куп Србије је национални рукометни куп Републике Србије за жене који се одржава у организацији Рукометног савеза Србије.
У првом делу сезоне се игра основни ниво Купа, тј. регионални купови (групе Запад, Исток и Београд и Војводина) где се нижеразредни клубови боре за пласман у завршницу Купа Србије, а само освајачи регионалних купова обезбеђују пласман у осмину финала Купа Србије, где им се прикључује 12 клубова из Суперлиге Србије.

## Историја
Куп Србије је правни наследник Купова СР Југославије и Србије и Црне Горе. Куп СР Југославије одржаван је једанаест пута, Куп Србије и Црне Горе је одржан само три пута јер се 2006. Државна заједница Србија и Црна Гора раздвојила на Србију и Црну Гору, па је и овај куп тада раздвојен на два дела, Куп Црне Горе и Куп Србије.

## Финала
| Година | Финале                  | Финале          | Финале              |
| ------ | ----------------------- | --------------- | ------------------- |
| Година | Победник                | Резултат        | Поражени            |
| 2007.  | Наиса Ниш               | 25 : 14 (11:7)  | Ласта Раднички      |
| 2008.  | Наиса Ниш               | 27 : 23 (14:12) | Динамо Панчево      |
| 2009.  | Наиса Ниш               | 36 : 25 (20:14) | Књаз Милош          |
| 2010.  | Зајечар                 | 34 : 28 (17:14) | Књаз Милош          |
| 2011.  | Зајечар                 | 32 : 25 (14:11) | Јагодина            |
| 2012.  | Зајечар                 | 27 : 21 (12:9)  | Јагодина            |
| 2013.  | Зајечар                 | 33 : 24 (18:11) | Јагодина            |
| 2014.  | Јагодина                | 33 : 24 (18:11) | Раднички Крагујевац |
| 2015.  | Раднички Крагујевац     | 26 : 18 (16:6)  | Јагодина            |
| 2016.  | Извор Буковичка бања    | 33 : 23 (15:12) | Медицинар           |
| 2017.  | Бекамент Буковичка бања | 26 : 24 (12:9)  | Наиса               |

### Успешност клубова
| Пласман | Екипа                   | Победник                 | Финалиста               |
| ------- | ----------------------- | ------------------------ | ----------------------- |
| 1       | Зајечар                 | 4 2010, 2011, 2012, 2013 | –                       |
| 2       | Наиса Ниш               | 3 2007, 2008, 2009       | 1 2017                  |
| 3       | Бекамент Буковичка бања | 2 2016, 2017             | 2 2009, 2010            |
| 4       | Јагодина                | 1 2014                   | 4 2011, 2012, 2013,2015 |
| 5       | Раднички Крагујевац     | 1 2015                   | 1 2014                  |
| 6       | Ласта Раднички          | –                        | 1 2007                  |
| 7       | Динамо Панчево          | –                        | 1 2008                  |
| 8       | Медицинар               | –                        | 1 2016                  |